# 聖胡安包蒂斯塔德爾涅恩布庫

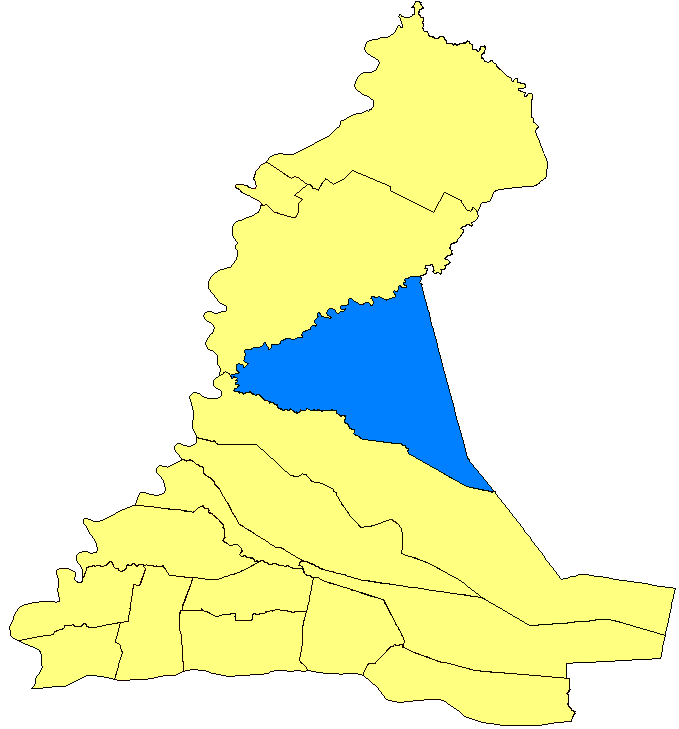

聖胡安包蒂斯塔德爾涅恩布庫（西班牙語：San Juan Bautista del Ñeembucú），是巴拉圭的城鎮，位於該國西南部，由涅恩布庫省負責管轄，始建於1848年，距離亞松森285公里，面積1,750平方公里，海拔高度56米，人口6,008，人口密度每平方公里3.43人。